# Делегативная демократия
Делегати́вная демокра́тия — полиархия, в которой исполнительная власть на практике не ограничена другими институтами, и в частности, не подотчётна другим ветвям власти. Концепцию делегативной демократии ввёл в 1994 году аргентинский политолог Гильермо О’Доннелл для описания одной из разновидностей имитационной демократии. Для делегативной демократии характерно сильное централизованное государство во главе с харизматичным президентом, избранным в результате честных свободных выборов и удерживающим прочный контроль над инструментами правления. Другие ветви власти не обязательно являются слабыми сами по себе, однако президент обходит или подавляет их.
О’Доннелл считал слабость правовых и институционных ограничений на произвол власти в делегативной демократии недостатком. В то же время, другие авторы обращают внимание, что эти режимы способны улучшить эффективность управления. Они также могут формировать условия для дальнейшего перехода к либеральной демократии путём повышения подотчётности и представительности различных государственных органов.

## Отличия от представительной демократии
Делегативная демократия основана на предпосылке, что победа на выборах даёт победителю право осуществлять власть по своему усмотрению.
Как правило, кандидаты в президенты заявляют, что президент выше партий и воплощает всю нацию. Они стремятся сформировать большинство, которое позволит президенту управлять страной почти без ограничений. Поэтому в делегативной демократии исполнительная власть имеет тенденцию подчинять другие ветви власти (законодательную и судебную). Ограничения на власть президента обусловлены главным образом недвусмысленными требованиями конституции, такими как сроки пребывания у власти, а также неформальными обстоятельствами властных отношений. После выборов избиратели теряют возможность влиять на политику и становятся пассивными наблюдателями действий президента.
В отличие от делегативной демократии, для представительной демократии характерна горизонтальная подотчётность исполнительной власти перед другими автономными ветвями власти, партиями и другими общественными институтами. Она также более либеральна.
С другой стороны, в отличие от авторитарных режимов, в делегативных демократиях суды ставят барьеры перед неконституционной политикой, смена власти остаётся возможной, а свобода слова, ассоциаций и собраний находятся под защитой.